# کریستوفر میچام
کریستوفر میچام (انگلیسی: Christopher Mitchum؛ زاده ۱۶ اکتبر ۱۹۴۳) بازیگر و فیلم‌نامه‌نویس و تاجر آمریکایی و فرزند رابرت میچام بازیگر قدیمی سینمای هالیووداست.
از فیلم‌های معروف او می‌توان به بازی در مأموریت شوم، پسران بد و مردی با چهره عجیب به‌دنبال توست تا تو را بکشد اشاره کرد.